# 包瑛
包瑛（？—1463年），直隸淮安府山陽縣人，明朝政治人物。

## 生平
正統三年（1438年）戊午科應天鄉試第五名舉人，為《禮記》經魁。官監察御史，陞福建按察司僉事。酷吏門達執掌錦衣衛，大肆逮捕文官，包瑛因校尉告發被捕。為官清廉，不勝冤屈，自縊而死。六科因此彈劾左都御史李賓、右副都御史林聰法度廢弛，二人皆下獄。

## 紀念
淮安城內曾有經魁坊、繡衣坊，均當地為包瑛所立。